# Euxootera cyclops
Euxootera cyclops là một loài bướm đêm trong họ Noctuidae.